# Mascarose II av Armagnac
Mascarose II av Armagnac, född okänt år, död 1254, var regerande grevinna av Armagnac 1246–1254.